# ۱۲۰۶ (میلادی)
۱۲۰۶ (میلادی) هزار و دویست و ششمین سال تقویم میلادی است.

## درگذشتگان
‎